# 히시카이촌
히시카이촌(菱海村)은 일본 야마구치현 오쓰군에 설치되었던 촌이다. 현재의 나가토시의 일부에 해당한다.